# Suncus mertensi
Suncus mertensi es una especie de musaraña de la familia soricidae.

## Distribución geográfica
Es un especie endémica de la Isla de Flores, en Indonesia. 

## Estado de conservación
Está clasificada como una especie en peligro crítico debido a la pérdida del hábitat y un rango restringido 